# Танвальд
Танвальд (чеш. Tanvald, ˈtanvalt, нем. Tannwald) — город в районе Яблонец-над-Нисоу Либерецкого края Чехии. Население составляет около 6100 жителей.

## Административное деление
В состав Танвальда входят городской район Шумбурк-над-Десноу и деревня Ждяр.

## Этимология
Оригинальное немецкое название Таннвальд буквально означает «пихтовый лес». Чешское имя создано путем транскрипции немецкого имени.

## География
Танвальд расположен примерно в 9 км к востоку от Яблонца-над-Нисоу. Он расположен в Йизерских горах. Самая высокая точка - гора Шпичак на высоте 810 м (2660 футов) над уровнем моря. Город расположен у слияния рек Каменице, протекающей вдоль южной границы муниципалитета, и Десны, протекающей через восточную часть территории муниципалитета.

## История
Первое письменное упоминание о Танвальде относится к 1586 году, когда он описывался как лесное поселение. В 1895 году село получило статус местечка, а в 1905 году — города. В 1848 году село Ждяр было присоединено к Танвальду. 
Первое письменное упоминание о Шумбурке-над-Десноу относится к 17 веку, вероятно, он был основан между 1565 и 1581 годами. В 1906 году он получил статус местечка, а в 1925 году - города. В 1942 году Танвальд и Шумбурк-над-Десноу были объединены в один муниципалитет. 
В 1938 году Танвальд был аннексирован нацистской Германией и включен в состав Рейхсгау Судетенланд. Большинство судетских немцев было изгнано в 1945 году. Затем город был заселен чехами.

## Население
Результаты переписей населения по годам:
| Год  | Численность | Численность |
| ---- | ----------- | ----------- |
| 1869 | 4177        | [ 7 ]       |
| 1880 | 4824        | [ 7 ]       |
| 1890 | 6075        | [ 7 ]       |
| 1900 | 6747        | [ 7 ]       |
| 1910 | 7830        | [ 7 ]       |
| 1921 | 6902        | [ 7 ]       |
| 1930 | 7799        | [ 7 ]       |
| 1950 | 5240        | [ 7 ]       |
| 1961 | 5114        | [ 7 ]       |
| 1970 | 6168        | [ 7 ]       |
| 1980 | 7592        | [ 7 ]       |
| 1991 | 7055        | [ 7 ]       |
| 2001 | 7001        | [ 7 ]       |
| 2014 | 6622        | [ 8 ]       |
| 2016 | 6477        | [ 9 ]       |
| 2017 | 6389        | [ 10 ]      |
| 2018 | 6293        | [ 11 ]      |
| 2019 | 6252        | [ 12 ]      |
| 2020 | 6216        | [ 13 ]      |
| 2021 | 6146        | [ 14 ]      |
| 2022 | 5958        | [ 15 ]      |
| 2023 | 6070        | [ 16 ]      |
| 2024 | 6051        | [ 17 ]      |
| 2025 | 5970        | [ 18 ]      |

## Транспорт
Танвальд имеет прямое железнодорожное сообщение с Прагой. Движение по железнодорожной линии на Еленю-Гуру в Польше было прекращено в 1945 году (поезда заканчивались в Гаррахове) и восстановлено в 2010 году. Через город также проходит железнодорожная линия Либерец — Шклярска-Поремба.

## Спорт
На горе Шпичак находится горнолыжный курорт. 

## Достопримечательности

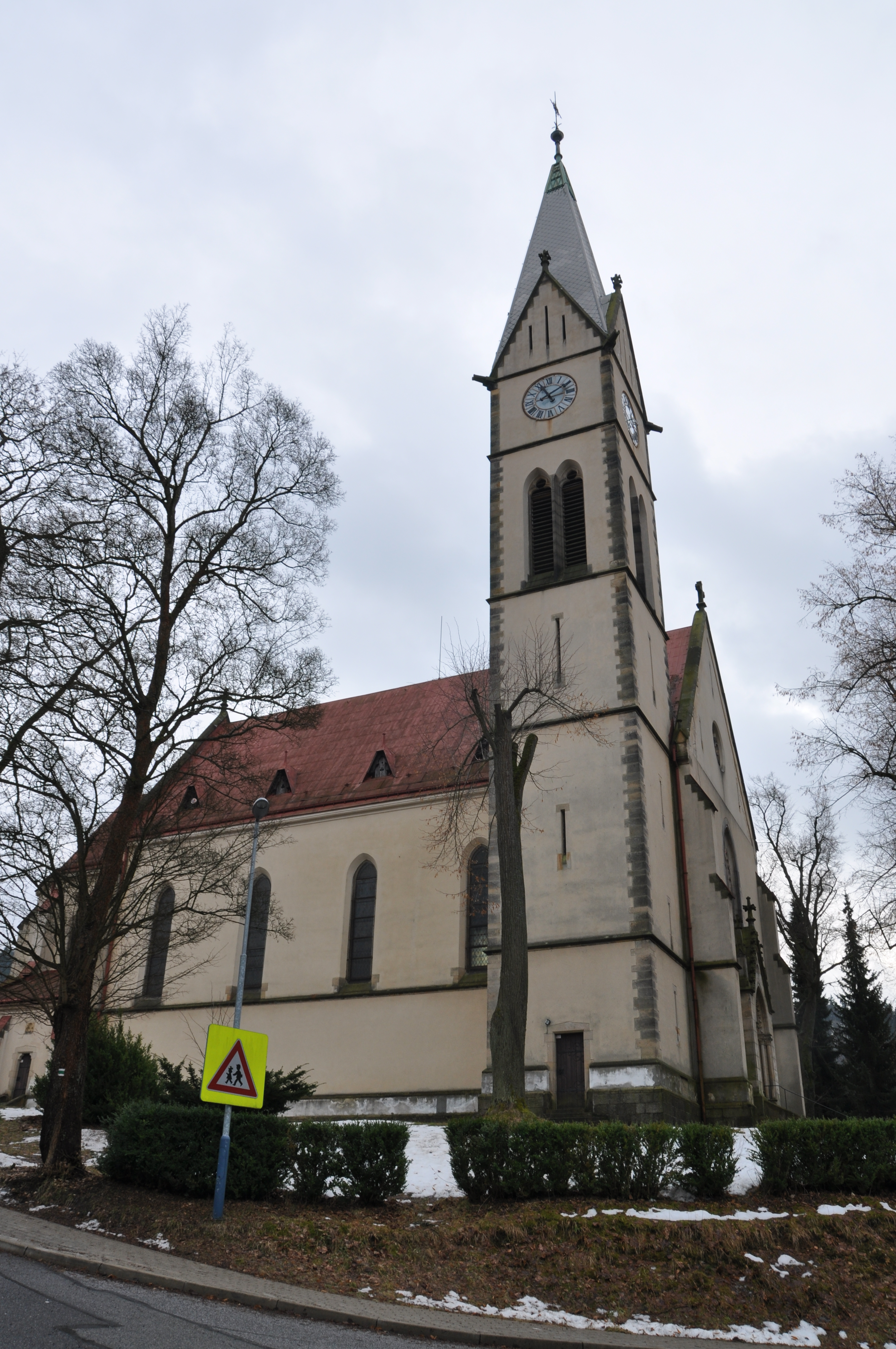
Церковь Святого Франциска Ассизского.

Визитной карточкой города является церковь Святого Франциска Ассизского. Она была построена в неоготическом стиле в 1899–1901 годах. 
Гора Шпичак известна смотровой башней Танвальдский Шпичак. Эта каменная башня была построена в 1909 году и имеет высоту 18 м. 

## Известные люди
- Либор Немечек (1968 г.р.) — теннисист и тренер

## Города-побратимы
У Танвальда установлены побратимские отношения со следующими городами:
- Бурбах, Германия
- Любомеж, Польша
- Марциновице, Польша
- Виттихенау, Германия